# Доминиканцы
Доминика́нцы, Доминиканский орден, Орден братьев-проповедников (Ordo fratrum praedicatorum, O.P.) — католический монашеский орден, основанный испанским монахом святым Домиником.

## Организация
В 2017 году орден насчитывал 5742 монаха (из них 4302 священника), служащих в 554-х приходах. Генеральная курия доминиканцев находится в римском монастыре Св. Сабины.
Женская ветвь ордена (второй орден) — 3724 монахини (подробнее см. доминиканки).
Основные сферы деятельности доминиканцев — проповедь Евангелия, изучение наук, образование, борьба с ересями, миссионерская деятельность.
Во главе ордена стоит генеральный магистр. В 2010—2019 годах генеральным магистром доминиканцев являлся Брюно Кадоре, которого в 2019 году сменил на этом посту Жерар Тимонер. Каждую провинцию ордена возглавляет провинциальный приор, каждую монашескую общину — конвентуальный приор. Они несут ответственность перед общим собранием — конвентуальным, провинциальным или генеральным капитулом.
Доминиканский орден имеет третью ветвь — терциариев, людей, приносящих обеты, но остающихся в миру и живущих духовной жизнью ордена. Сам святой Доминик основал, под именем «Ополчения Иисуса Христа», союз светских людей обоего пола, для защиты церкви и для стремления к нравственному совершенству.
Девиз ордена — «Восхвалять, благословлять, проповедовать» (Laudare, Benedicere, Praedicare).

## История
В 1214 году вокруг святого Доминика в Тулузе образовалась первая община. Устав был утверждён двумя годами позже папой Гонорием III. Орден быстро распространился во Франции (здесь доминиканцы поначалу назывались якобитами, потому что первая резиденция ордена в Париже была при церкви святого Иакова), Испании и Италии. Важнейшим направлением деятельности доминиканцев было углублённое изучение теологии с целью подготовки грамотных проповедников. Центрами ордена стали Париж и Болонья — два крупнейших университетских города Европы. В 1221 году доминиканцы имели 70 монастырей, в 1256 году в ордене было 7000 монахов.
Доминиканцы основали собственные учебные заведения (в Болонье, Кёльне, Оксфорде), возглавляли богословские кафедры в университетах Парижа, Падуи, Праги. С XIII века доминиканцы развернули широкую миссионерскую деятельность, основали множество монастырей (в частности, под Киевом, в Иране, Китае). В 1318 году доминиканцы сумели организовать в Персии, находившейся под властью монголов, архиепархию.
На первом генеральном капитуле в Болонье, в 1220 году, доминиканский орден был объявлен нищенствующим, на его членов возложена обязанность отказаться от всякого имущества и доходов и жить подаяниями. Это постановление соблюдалось не вполне, и в 1425 году было отменено папой Мартином V. Третий генеральный магистр ордена, святой Раймунд де Пеньяфорт, издал в 1238 году собрание его уставов. Во главе ордена стоит избиравшийся сначала пожизненно, а потом на фиксированный срок генеральный магистр. В каждой стране есть провинциальный приор, в каждом отдельном общежитии, имеющем не менее 12-и человек — конвентуальный приор. Над ними главенствует капитул, то есть общее собрание, созываемое каждые три года.
Главная задача нового ордена состояла в миссионерской деятельности между неверными; но вместе с тем он ревностно занимался церковной проповедью и богословием. Альберт Великий и Фома Аквинский — знаменитые учёные, вышедшие из ордена; к нему же принадлежали Майстер Экхарт, Таулер, Джироламо Савонарола и многие другие известные доминиканцы.
При самом основании, выбрав путь нищенствующих проповедников Евангелия, для борьбы против альбигойцев (катаров), доминиканцы впоследствии продолжали быть охранителями основ правоверия. С XIII века до нашего времени при Папской курии существует должность главного папского теолога, которая до XX века называлась «Магистр Священного дворца», а ныне Богослов Папского Дома, которую обязательно занимает член доминиканского ордена.
Во второй половине XIV—XV столетий в ордене развернулось движение обсервантов, ратовавших за реформирование монастырской жизни в соответствии с канонами, установленным основателями ордена, видными представителями которого являлись 23-й генерал ордена Раймонд Капуанский (1330—1399), настоятель монастыря в Шёненштайнбахе Конрад Прусский (1370—1426), нюрнбергский аббат и богослов Иоганнес Нидер (1385—1438), теолог и хронист Иоганнес Мейер (1422—1485).
В эпоху наибольшего процветания орден доминиканцев насчитывал до 150 000 членов в 45-и провинциях (из них 11 — вне Европы) и 12 конгрегаций под управлением самостоятельных генерал-викариев. Позднее доминиканцы были оттеснены иезуитами от школ и проповеди при дворах, а отчасти и от миссионерской деятельности. На конец XIX столетия они существовали в Италии, Испании, Австрии, миссии их были в Америке и Ост-Индии.
Женские доминиканские монастыри, числом до 300, на конец XIX века существовали в Италии, Австрии, Бельгии, Америке. Монахини занимались рукоделием. Одежда их белая, с чёрным плащом и велоном. Значительнейшая из сестёр этого ордена — святая Екатерина Сиенская.
В XVI веке доминиканские проповедники появились в Латинской Америке. Многие доминиканцы, например, Бартоломе де Лас Касас, выступали в защиту прав индейцев в колониях.
В XVII—XVIII веках деятельность ордена сильно ограничивалась как светскими, так и церковными властями. Сильный удар по доминиканским монастырям в Северной Европе нанесла Реформация.
В XIX веке положение ордена стабилизировалось, доминиканские монастыри развиваются в Европе, в Латинской Америке и на Филиппинах. Бурно развивается орден в США и Канаде.
В XX веке орден испытал новые потрясения — изгнание в 1910 году из Мексики, массовые убийства доминиканских монахов во время гражданской войны в Испании, преследования в социалистических странах. Однако к концу XX века состояние ордена вновь стабилизировалось.

## Доминиканцы в Киевской Руси
Уже в 1233 году, всего через 17 лет после утверждения ордена, святой Гиацинт основал доминиканский монастырь в Киеве; впрочем, миссионерская деятельность ордена не вызвала благосклонности властей. На землях современной Украины доминиканские монастыри существовали в XIII—XVIII веках, на западно-украинских землях — до 1939 года.
С 1910 года московская католичка Анна Абрикосова, вдохновлённая трудами св. Екатерины Сиенской начала проповедь католичества в кругах московской интеллигенции; в 1911 году она стала терциаркой ордена, а в 1917 году официально оформилась терциарская община доминиканок в Москве. В советское время большая часть сестёр, включая основательницу, была арестована и репрессирована.
После распада СССР и восстановления структур Католической церкви на постсоветском пространстве деятельность ордена в России и Украине также была восстановлена. В настоящее время доминиканцы на этой территории представлены Генеральным викариатом ордена проповедников в России и Украине святого Архангела Михаила. Действует несколько доминиканских монастырей, терциарских общин; в ряде католических приходов также служат священники-доминиканцы. В России доминиканцы окормляют приход Святой Екатерины в Санкт-Петербурге, приход Божией Матери Неустанной Помощи в Петрозаводске и храм Успения Пресвятой Девы Марии в Новочеркасске.
В Русском апостолате в Зарубежье XX века в византийском обряде служили доминиканцы: Иоанн Омез, Христофор Дюмон и Антоний Губачек. Также известен доминиканский центр «Истина» в Лилле, Франция, занимающийся изучением России.

## Символика и облачение
Герб ордена изображает собаку, которая несёт в пасти горящий факел (этим и созвучностью с Domini canes обусловлено распространение неофициального названия ордена «Псы Господни»), чтобы выразить двойное назначение ордена — преданно охранять веру Церкви от ереси и просвещать мир проповедью Божественной Истины.
Облачение (хабит) — белая туника, кожаный пояс с чётками, белый скапулярий, белая пелерина с капюшоном и чёрный плащ с чёрной пелериной с капюшоном.

## Святые и блаженные доминиканцы
- Св. Доминик (1170—1221) — основатель ордена проповедников.
- Св. Раймунд де Пеньяфорт (1175—1275) — богослов и канонист.
- Св. Яцек (Гиацинт) Одровонж (1183/1185—1257) — миссионер, согласно преданию, достигавший в ходе миссии берегов Днепра (г. Киева).
- Св. Альберт Великий (ок. 1193—1280) — философ-схоласт, богослов.
- Св. Фома Аквинский (1225/1226—1274) — средневековый философ и богослов.
- Бл. Иннокентий V (ок. 1225—1276) — папа римский.
- Св. Маргарита Венгерская (1242—1270) — принцесса из династии Арпадов.
- Бл. Бенедикт XI (1240—1304) — папа римский.
- Бл. Генрих Сузо (1295/1297—1366) — поэт и философ-мистик.
- Св. Екатерина Сиенская (1347—1398) — Учитель Церкви, терциарка.
- Св. Викентий Феррер (1350—1419) — философ, богослов и проповедник.
- Бл. Фра Анджелико (1400—1455) — выдающийся художник эпохи Раннего Возрождения.
- Св. Пий V (папа римский) (1504—1572) — папа римский.
- Св. Мартин де Поррес (1579—1639) — врач, первый темнокожий американец, канонизированный католической церковью (1962).
- Св. Хосе Габриэль Брочеро (1840—1914) — аргентинский священник, всю жизнь страдавший проказой.

## Известные доминиканцы
- Этьен де Бурбон (1180—1261) — церковный писатель и проповедник, служитель инквизиции.
- Жан де Майи (1190—1260) — хронист и агиограф.
- Винсент из Бове (1190—1264) — теолог, энциклопедист, философ и педагог.
- Жеро из Фраше (1205—1271) — хронист и агиограф, один из официальных историографов Ордена.
- Андре де Лонжюмо (ум. 1271) — дипломат.
- Этьен из Саланька (ум. 1291) — церковный писатель, автор панегирика «Четыре вещи, которыми Бог отличил Орден проповедников».
- Иаков Ворагинский (1230—1298) — духовный писатель.
- Пётр из Дании (1235—1289) — настоятель собора в Висбю, первый известный шведский писатель.
- Гульельмо Аньелли (1238—1313) — итальянский скульптор и архитектор.
- Варфоломей Луккский (1240—1327) — церковный историк и теолог, ученик Фомы Аквинского.
- Майстер Экхарт (1260—1328) — теолог и философ, один из крупнейших христианских мистиков.
- Бернар Ги (1261—1331) — французский инквизитор, хронист и церковный писатель.
- Гальвано Фьямма (1283—1344) — миланский хронист, один из первых летописцев Ордена.
- Маргарета Эбнер — (около 1291—1351) — визионерка и мистическая писательница.
- Иоганн Таулер (1300—1361) — немецкий мистик и проповедник.
- Леонардо Дати (1360—1425) — писатель, генеральный магистр ордена в 1414—1425 годах.
- Якоб фон Зост (1360—1439) — немецкий хронист и теолог, служитель инквизиции, профессор Кёльнского университета.
- Томас Торквемада (1420—1498) — первый великий инквизитор Испании.
- Иоганнес Мейер (1422—1485) — швейцарский хронист и теолог, реформатор немецких монастырей.
- Филиппо Барбьери (1426—1487) — сицилийский хронист, теолог и служитель инквизиции.
- Якоб Шпренгер (1436—1495) — немецкий инквизитор, считается соавтором книги «Молот ведьм».
- Феликс Фабер (1441—1502) — немецкий путешественник, историк.
- Джироламо Савонарола (1452—1498) — флорентийский проповедник и общественный реформатор.
- Педро де Кордова[англ.] (1460—1525) — приор доминиканского монастыря, который поддерживал деятельность Лас Касаса и Монтесиноса.
- Иоганн Тецель (1465—1519) — приобрел известность распространением индульгенций, выступил с опровержением 95 тезисов Лютера.
- Фра Бартоломео (1469—1517) — художник, один из представителей флорентийской школы живописи.
- Антонио де Монтесинос[англ.] (1475—1540) — монах, который был первым из духовенства, публично осудившим все формы порабощения коренных народов Америки.
- Бартоломе де Лас Касас (1484—1566) — защитник прав индейцев, противник рабства; епископ.
- Себастьян де Фуэнлеаль (1490—1547) — епископ Санто-Доминго, исполнял обязанности председателя Второй Аудиенсии.
- Луис де Гранада (1504—1588) — богослов и один из великих мистиков Испании.
- Гашпар да Круш[англ.] (1520—1570) — миссионер, автор первой европейской книги о Китае.
- Луис де Леон (1528—1591) — поэт-мистик, религиозный писатель, переводчик священных текстов и литературных сочинений.
- Джордано Бруно (1548—1600) — учёный и поэт, позднее ушёл из ордена.
- Жак Клеман (1565—1589) — убийца французского короля Генриха III Валуа.
- Томазо Кампанелла (1568—1639) — философ, писатель-утопист.
- Бернардо де Луго (кон. XVI — сер. XVII в.) — лингвист, составитель первой грамматики языка чибча-муисков.
- Бенедикт XIII (1649—1730) — папа римский.
- Жан Батист Лаба (1663—1738) — миссионер и путешественник.
- Джиамбаттиста Аудифреди (1714—1794) — астроном и библиограф.
- Анри-Доминик Лакордер (1802—1861) — писатель и богослов, много сделавший для возрождения Ордена в XIX веке.
- Мари-Жозе Лагранж[фр.] (1855—1938) — богослов.
- Анна Ивановна Абрикосова (1882—1936) — активистка русского католического движения, настоятельница московской общины доминиканцев-терциариев
- Ив Конгар (1904—1995) — французский католический теолог, представитель «новой теологии» (Nouvelle théologie); один из экспертов Второго Ватиканского собора.
- Жорж-Доминик Пир (1910—1969) — лауреат Нобелевской премии мира (1958).
- Бруно Хуссар[5] (1911—1996) — основатель Неве-Шалом (Оазис Мира).
- Марсель Дюбуа[6] (1920—2006) — богослов, преподаватель Еврейского университета в Иерусалиме, настоятель ивритоязычной католической общины.
- Жорж Коттье (1922) — кардинал, теолог и философ.
- Наталья Леонидовна Трауберг (1928—2009) — терциарка, переводчик и публицист.
- Кристоф Шёнборн (1945) — кардинал, архиепископ Венский, теолог.
- Конрад Станислав Хеймо (1936) — был помощником Иоанна Павла II, его обвинили в сотрудничестве со специальными службами Польши[7].